# Nectandra matudae
Nectandra matudae là loài thực vật có hoa trong họ Nguyệt quế. Loài này được Lundell miêu tả khoa học đầu tiên năm 1946.